# Veľké Kozmálovce
Veľké Kozmálovce – wieś (obec) na Słowacji położona w kraju nitrzańskim, w powiecie Levice.

## Położenie
Miejscowość położona jest na północnym skraju Niziny Naddunajskiej, na Pogórzu Naddunajskim (słow. Podunajská pahorkatina), u południowych podnóży Gór Szczawnickich, na lewym brzegu rzeki Hron.

## Historia
Pierwsze wzmianki o miejscowości pochodzą z roku 1322.
W 1988 r. wybudowano we wsi zaporę wodną na Hronie. Powstały w ten sposób zbiornik wodny stanowi rezerwuar wody chłodzącej dla nieodległej elektrowni atomowej Mochovce, a jednocześnie umożliwia pracę niewielkiej elektrowni wodnej o mocy zainstalowanej 5,32 MW.

## Demografia
Według danych z dnia 31 grudnia 2012, wieś zamieszkiwało 710 osób, w tym 368 kobiet i 342 mężczyzn.
W 2001 roku pod względem narodowości i przynależności etnicznej 99,86% mieszkańców stanowili Słowacy.
Ze względu na wyznawaną religię struktura mieszkańców kształtowała się w 2001 roku następująco:
- Katolicy rzymscy – 94,43%
- Grekokatolicy – 0,14%
- Ewangelicy – 1,14%
- Ateiści – 3,57%
- Nie podano – 0,43%